# Разговор с варваром
«Разговор с варваром» — книга американского журналиста Пола Хлебникова, основу которой составляет беседа с чеченским криминальным деятелем и полевым командиром Хож-Ахмедом Нухаевым (кличка «Хожа»). Вышла в 2003 году в издательстве «Детектив-Пресс». В 2004 году Хлебников был убит, а Генпрокуратура России обвинила Нухаева в организации его убийства. По сведениям журналистов, в данном деле много нестыковок.
В предисловии Хлебников называет Нухаева «одной из главных фигур московского бандитского мира» в 1980-х годах и «исламским фундаменталистом». Как пишет Хлебников,
Нухаев действительно варвар, он враг государства и даже самой идеи цивилизации. Его экстремистская версия ислама явно подпитана бандитским мировоззрением.

## Содержание
Хлебников встретился с Нухаевым в декабре 2000 года в Баку в гостинице, которая, по словам автора, превратилась в «логово чеченских сепаратистов». Автор помимо интервью с Нухаевым в книге приводит разъяснения сотрудника РУБОПа.
Нухаев рассказывает об эпизодах своей биографии, встрече с грузином-преступником Отари Квантришвили, боевых действиях чеченских сепаратистов против представителей российской власти, становлении чеченской мафии в Москве. По словам Нухаева, он провёл в местах лишения свободы около семи лет. Хлебников негативно относится к деятельности чеченских преступных группировок и обвиняет Нухаева в том, что упоминаемый им «бизнес» представляет собой торговлю оружием и наркотиками, вовлечение женщин в проституцию, рэкет, убийства и прочую криминальную деятельность.
Нухаев также излагает свои взгляды на религию (в частности на ислам), европейскую цивилизацию. В другой главе Нухаев подвергает критике США и американских граждан. Упоминая массовые беспорядки во время аварии энергосети в Нью-Йорке в 1977 году, Нухаев утверждает, что ньюйоркцы сразу же после отключения электричества занялись мародёрством, грабежами и насилием, и якобы даже полиция не посмела вмешаться.